# Budzieszewice
Budzieszewice (niem. Luttmannshagen) – wieś w Polsce położona w województwie zachodniopomorskim, w powiecie goleniowskim, w gminie Przybiernów.
Według danych z 1 stycznia 2011 roku wieś liczyła 131 mieszkańców. 
W latach 1975–1998 miejscowość administracyjnie należała do województwa szczecińskiego.

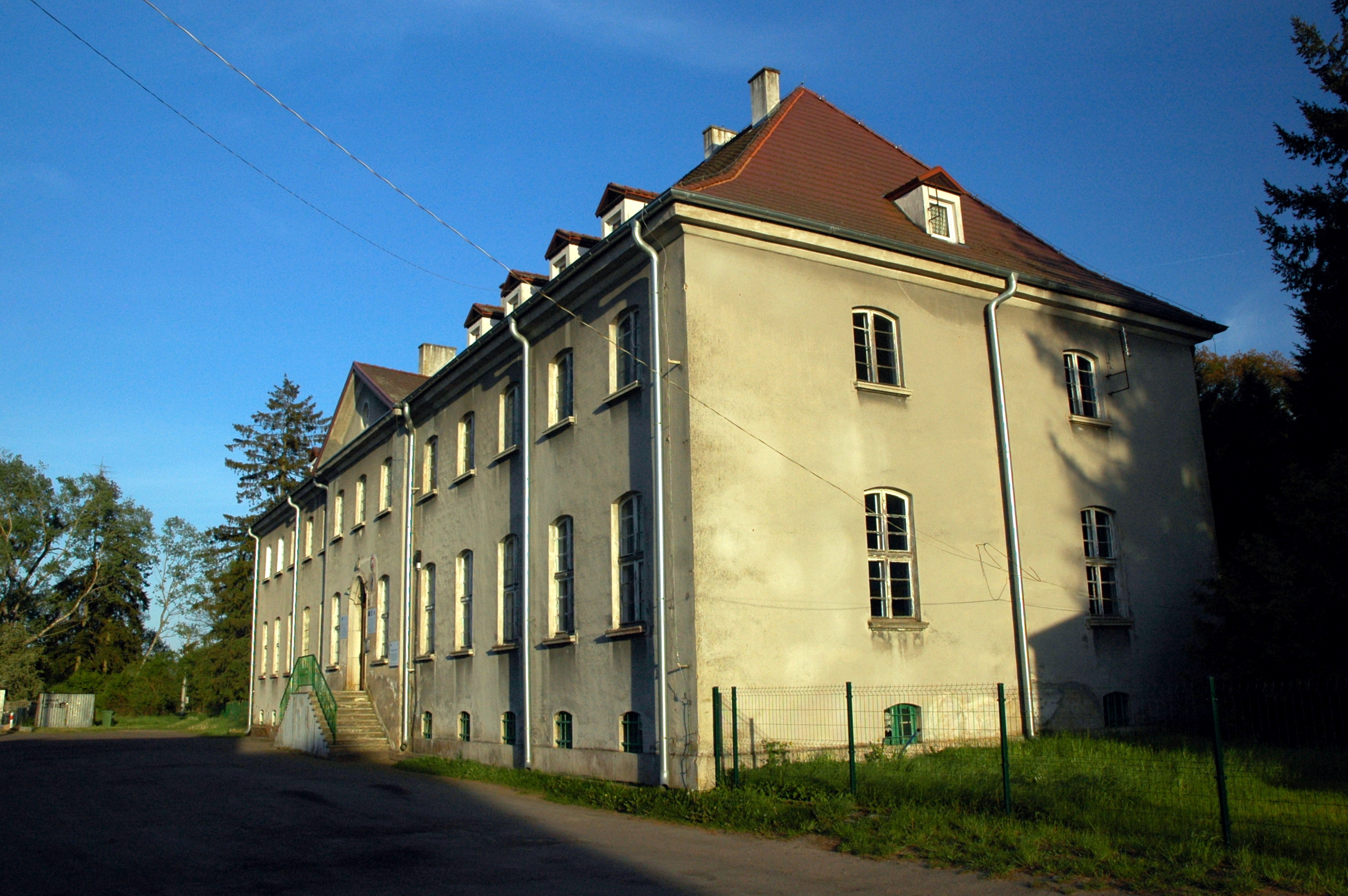
Schloss Luttmannshagen